# Ивица Рамовић
Ивица Рамовић (Зајечар, 12. новембар 1978) српски је филмски и телевизијски редитељ.

## Каријера
Редитељ је кратких, документарних и дугометражних филмова од 1998. године.
Студије режије започео у Румунији, а 2004. године стиче диплому филмског и тв редитеља у Приватној Филмској школи „Дунав филм” у Београду- класа професора Срђана Карановића и Дејана Зечевића.
На локалној ТВ станици у Неготину водио музичке емисије Атомско Склониште и Ју Рок Топ 20. , свирао у групи "Легија" и "Намерно Камерно".  Глумио у позоришту ДАДОВ - Студио глуме  завршио код редитеља Даријана Михајловића (1997—1998).
Са Огњеном Амиџићем 2004. године снимио свој први играни ТВ филм - хорор комедију Последња Нова Година. 
Био је власник и директор приватне тв станице "твРама" Неготин.
Од 2015.године ради на Новосадској ТВ.

## Филмографија
- Васа Ешкићевић-Боје рата (2026.) - постпродукциона фаза док.филма
- Југа (2005) - документарно играни
- Балкан денс платформа (2007) - документарни
- Последња Нова Година (2004) играни
- Кад волим, волим до гипса (2003) - кратки играни
- Остатак - (2003) кратки играни
- Дај паре, врати мобилни (2003) - кратки играни
- Корен из два плус три пута четири (1999)- документарни
- Мој живот (2002) - документарни
- Весна Почуча (2002) - документарни
- Дај паре, врати мобилни (2003) - кратки играни
- Сви чекају превоз, само деда... - кратки играни
- Вампирење (2000) - документарни
- Врачарење (2001) - документарни
- Мој дечко Франц (1999) - кратки играни
- Временска Машина ГХЛ 2000 турбо (1998) - експериментални
- Млади (2009) - док.тв серијал
- Планинарење и експедиција по источној Србији (2010) - док.тв серијал
- Брендон Волш "СТРАХ" (2001) - музички спот
- ТВ Рама - локална тв станица власник и директор (2009 - 2012)
- Ћоше за добро и лоше (репортаже)
- Неготинске приче (документарни серијал)
- Све Моје Борбе (документарни серијал)
- Ја, Иван Рамовић (документарни серијал)
- Оком камере (документарни серијал)
- Кратке приче (репортаже)
- Како живе наши (документарни серијал)
- Данас (документарни серијал)
- Село Весело (забавни програм)
- Прича о једној хармоници (забавни програм)
- Како живи Славиша М. (документарни)
- Спорторама (спортски програм)
- Прле Шоу (забавни програм)